# Sordes
Sordes („Teufel“, „böser Geist“) ist eine Gattung langschwänziger Flugsaurier aus dem Oberjura. Die Gattung wurde 1971 durch den sowjetischen Paläontologen Alexander Grigorjewitsch Scharow (englische Transkription: Aleksandr Grigorevich Sharov) aufgestellt. Einzig die Typusart S. pilosus („behaarter Teufel“) ist bisher wissenschaftlich beschrieben worden.
Scharow suchte in den 1960er Jahren fossile Insekten in Schichten des Oberjura in den Bergen bei Qaratau in Kasachstan. Dabei fand er das sehr gut erhaltene Fossil eines Flugsauriers, bei dem auch Abdrücke des Weichkörpers, der Flugmembran sowie haarähnlicher Strukturen erhalten waren. Der Fund stützte die Theorie, dass Flugsaurier endotherm waren und ein isolierendes Haarkleid trugen. Das Haarkleid von Sordes bedeckte den Körper, die Flugmembran, die Membran zwischen den Hinterbeinen und die Zehen. Die Körperbehaarung war mit Haarlängen von sechs Millimetern am längsten. Insgesamt wurden bisher drei Exemplare von Sordes gefunden.
Die Flügelspannweite von S. pilosus betrug 63 Zentimeter, die Mittelhandknochen waren wie bei allen Rhamphorhynchidae kurz, der Schädel acht Zentimeter lang. Die Zähne hatten im Kiefer einen großen Abstand, waren kurz und aufrecht. Die fünfte Zehe der Hinterbeine war besonders lang und hakenförmig.
Sordes war wahrscheinlich Insekten- oder Fischfresser. Schädel und Bezahnung ähneln sehr der von Scaphognathus aus dem Solnhofener Plattenkalk. Eine nahe Verwandtschaft wird daher angenommen.